# Yusaku Kuwazuru
Yusaku Kuwazuru (23 de outubro de 1985) é um jogador de rugby sevens japonês.

## Carreira
Yusaku Kuwazuru integrou o elenco da Seleção Japonesa de Rugbi de Sevens, na Rio 2016, que foi 4º colocada, ele foi o capitão da equipe.